# Alphonse Pauly
Pour les articles ayant des titres homophones, voir Pauli, Poli, Polly et Poly.
Alphonse Félix Pauly est bibliothécaire, bibliographe et homme de lettres français, né à Paris le 5 juillet 1830 et mort à Châtillon (Hauts-de-Seine) le 8 mai 1909.

## Carrière et activités littéraires
Il est bibliothécaire à la Bibliothèque nationale de France, à partir de 1855. Il en deviendra conservateur-adjoint au département des imprimés.
Dès la fin des années 1850, Alphonse Pauly a collaboré à plusieurs journaux littéraires ou artistiques : L'Europe artiste (1857), la Revue des Beaux-arts (1858), le Courrier de Saint-Quentin (1859).
Il est membre du Comité central des artistes à partir du 19 septembre 1856 et collaborateur du bulletin de l'association.
À travers les nombreuses bibliographies et notices biographiques et nécrologiques qu'il a publiées en particulier dans les années 1860, il est un observateur de la vie artistique de son temps.
En 1863, on annonce la parution d'un Dictionnaire de tous les artistes français et étrangers dont les oeuvres ont figuré aux expositions officielles des Beaux-Arts à Paris, depuis la première exposition, jusqu'à nos jours (1673-1863), avec l'indication des ouvrages exposés, des notices et une table géographique, préparé par Alphonse Pauly et Louis Auvray. 
L'ouvrage ne paraît toutefois pas. C'est sans doute l’événement malheureux que Pauly évoque en août pour justifier le retard qu'il prend dans la préparation de ses nécrologies et qui explique, peut-être, la limitation de ses contributions à la Revue artistique et littéraire par la suite.
À partir de la fin des années 1860 il travaille à l'édition d'auteurs du XVIIe siècle : Jean de La Fontaine, Molière, Boileau-Despréaux, Pierre Corneille et La Rochefoucauld.
Il se marie le 27 februari 1867 à Paris (6e arr.) et Saint-Sulpice, avec  Marie-Ambroisine Millet (1838-1904). Le couple aura 6 enfants, dont 5 mourront avant 20 ans.
- Membre de la Société de l'histoire de Paris et de l'Île-de-France (1875-1909).
- Secrétaire de la rédaction et collaborateur de la Revue artistique et littéraire (1860-1870).

Il ne publie plus rien après 1892. Son décès ne semble pas avoir été signalé dans la presse.

## Travaux
- Sur l'application de la peinture, de la sculpture et de la gravure à la médecine, mémoire lu les 19 février et 6 mai 1864, signalé dans la Revue artistique et littéraire, 1863, p. 96, p.216 et p. 235.
- Essai sur la métallurgie et l'orfèvrerie au temps d'Homère et d'Hésiode (première partie), Revue artistique et littéraire, 1864, p. 254-260.
- Paul & Virginie [compte rendu de l'édition illustrée par M. de La Charlerie], Paris, Lemerre], Revue artistique et littéraire, 1867, p. 273-274.
- Les musiciens célèbres depuis le seizième siècle jusqu'à nos jours par Félix Clément [compte rendu], Revue artistique et littéraire, 1868, p. 133-136.
- Alfred de Tanouarn : contes athéniens [compte rendu[8]], Revue artistique et littéraire, 1868, p. 254-255.

### Éditions de textes
- Contes et nouvelles en vers de M. de La Fontaine, avec notes, Paris, A. Lemerre, 1868, 2 vol.
- Fables choisies mises en vers par M. de La Fontaine, avec notice et notes, frontispice à l’eau-forte par Félix Bracquemond et 38 gravures pleine page, Paris, A. Lemerre, 1868, 2 vol.
- Molière, Œuvres, avec notes et variantes par Alphonse Pauly, Paris, Alphonse Lemerre, [s.d., c. 1872-1874], 8 volumes. Compte rendu : La Bibliographie contemporaine, 1er février 1873, p. 10.
- Œuvres de Boileau-Despréaux : texte de 1701 avec notice, notes et variantes, par Alphonse Pauly, Paris, A. Lemerre, 1875, 2 vol.
- Œuvres de J. de La Fontaine d’après les textes originaux, Paris, Alphonse Lemerre, 1875. 7 volumes, in-8. Suivies d’une Notice sur sa vie et ses ouvrages, d’une Etude bibliographique, de Notes, de Variantes et d’un Glossaire par Alphonse Pauly.  Illustré de bandeaux, culs de lampe et gravures hors texte.
- Théâtre de P. Corneille : texte de 1682, avec notices et notes, par Alphonse Pauly, Paris, A. Lemerre, 1881, 8 vol.
- Maximes de La Rochefoucauld : premier texte imprimé à La Haye en 1664, collationné sur le ms. autographe et sur les éditions de 1665 et 1678, précédé d'une préface, Paris, D. Morgand, (Lille, impr. de L. Danel), 1883.